# جيرالد وايلد
جيرالد وايلد (بالإنجليزية: Gerald Wild)‏ هو سياسي أسترالي، ولد في 2 يوليو 1934 بتشيتشستر في المملكة المتحدة، وتوفي في 11 أكتوبر 1996 في أستراليا. حزبياً، نشط في حزب أستراليا الليبرالي (شعبة أستراليا الغربية). وقد انتخب عضو الجمعية التشريعية لأستراليا الغربية.